# وفاء سالم
وفاء سالم (23 يوليو 1960 -)، ممثلة سورية.

## عن حياتها
ولدت لأب يعمل محاميا، درست بكلية الآداب وقد أكتشفها المخرج المصري عاطف سالم، وعملت في الأعمال سواء في سوريا أو مصر في التلفاز والسينما، وكانت في بدايتها تأخذ أدوار كبيرة إلا أن كثرة توقفها عن التمثيل أثر على حجم أدوارها.

## أعمالها

### مسلسلات
| | | | |
| 1. ختم النمر : 2020 2. و نحب تاني ليه 2019 3. أرض النفاق :2018 4. الأب الروحي : 2017 5. ابن حلال : 2014 6. في غمضة عين : 2013 ثرياء 7. لحظات حرجة ج3: 2012 والدة المريضة مها 8. رقم مجهول : 2012 والدة علي 9. ملكة في المنفى : 2010 ليز 10. أفراح إبليس : 2009 نانى 11. عوالم خفية : 2018 ساميه | 1. أدهم الشرقاوي : 2008 2. المحطة اكشن نيوز : 2008 3. الدالي ج 1,2: 2007,2008 4. أشباح المدينة : 2006 5. الرقص مع الزهور : 2005 منة | 1. مؤسسة شهر العسل : 2003 2. جائزة نوفل : 2002 3. طرح البشر : 2002 4. الف ليلة وليلة : 2000 5. نوار وهزاز : 1998 | 1. هارون الرشيد : 1997 العباسة 2. الف ليله وليله ذات الخال : 1997 3. حساب السنين: 1989 4. الأنصار: 1986 5. زهور وأشواك: 1983 6. محمد رسول الله : 1979 - القاتل الذى أحبني :2022 |

### أفلام
| 1. باباراتزي : 2015 2. الرجل الغامض بسلامته: 2010 3. السفاح: 2009 نادية زوجة الدكتور حسن 4. حد سامع حاجة: 2009 ام سامى 5. دكتور سيلكون: 2009 | 1. باب شرق: 1989 نوال 2. ابتسامة في عيون حزينة: 1987 3. الكومندان: 1986 | 1. الزواج والصيف: 1985 سناء 2. النمر الأسود: 1984 هيلجا 3. درب الفنانين: 1980 الوجه الجديد |

### أخرى
1. كافيه تشينو سيت كوم : 2008 والدة ليالى
2. هو النهارده ايه فيلم قصير : 2007
3. كعبلون مسرحية : 1985

## روابط خارجية
- وفاء سالم على موقع قاعدة بيانات الأفلام العربية